# 대한민국 민법 제760조
대한민국 민법 제760조는 공동불법행위자의 책임에 대한 민법 채권법상 조문이다.

## 조문
제760조 (공동불법행위자의 책임) 
(1) 수인이 공동의 불법행위로 타인에게 손해를 가한 때에는 연대하여 그 손해를 배상할 책임이 있다.
(2) 공동 아닌 수인의 행위중 어느 자의 행위가 그 손해를 가한 것인지를 알 수 없는 때에도 전항과 같다.
(3) 교사자나 방조자는 공동행위자로 본다.

第760條(共同不法行爲者의 責任) ① 數人이 共同의 不法行爲로 他人에게 損害를 加한 때에는 連帶하여 그 損害를 賠償할 責任이 있다.
②共同 아닌 數人의 行爲中 어느 者의 行爲가 그 損害를 加한 것인지를 알 수 없는 때에도 前項과 같다.
③敎唆者나 幇助者는 共同行爲者로 본다.

## 참고 문헌
- 김제완. (2011). 대규모 집회·시위 참가자의 공동불법행위책임에 관한 연구 - 민법 제760조와 부진정연대책임론에 대한 재검토. 고려법학,(61), 281-321.
- 한태일. (2016). 민법 제760조의 해석과 병존적 공동불법행위에 관한 검토 - 대법원 2015. 6. 24. 선고 2014다231224 판결 -. 경희법학, 51(1), 189-229.
- 구재군. (2012). 민법 제760조의 개정안에 대한 검토의견. 한양법학, 39, 173-192.